# VII (álbum de Saratoga)
VII es el séptimo disco de estudio de la banda española de Heavy metal Saratoga, publicado en el año 2007. El disco presenta la séptima formación luego de la salida de Leo Jiménez y Jero Ramiro, y posee tres "bonus tracks".

## Lista de canciones
| N.º | Título                        | Letras          | Música          | Duración |  |
| 1.  | «El vuelo del Halcón»         | Niko Del Hierro | Del Hierro      | 4:22     |  |
| 2.  | «Dueño del Aire»              | Tete Novoa      | Tony Hernando   | 5:15     |  |
| 3.  | «Sigues estando (En mi vida)» | Novoa           | Andy C., Novoa  | 4:22     |  |
| 4.  | «Gran Mago»                   | Del Hierro      | Del Hierro      | 4:13     |  |
| 5.  | «Siete Pecados»               | Del Hierro      | Del Hierro      | 3:54     |  |
| 6.  | «Entre las llamas»            | Novoa           | Hernando        | 4:18     |  |
| 7.  | «En tu cuerpo»                | Novoa           | Novoa, Hernando | 4:21     |  |
| 8.  | «Bailando con el Diablo»      | Hernando        | Hernando        | 4:33     |  |
| 9.  | «Huracán»                     | Del Hierro      | Del Hierro      | 4:16     |  |
| 10. | «La Maldición»                | Del Hierro      | Del Hierro      | 3:54     |  |
| 11. | «Semillas de odio»            | Novoa           | Hernando        | 9:36     |  |
| 12. | «El Guardián»                 | Novoa           | Hernando        | 4:19     |  |

| Bonus tracks |                        |          |  |
| N.º          | Título                 | Duración |  |
| 13.          | «Promesas perdidas»    | 7:45     |  |
| 14.          | «Buscando tras la Luz» | 4:16     |  |
| 15.          | «La Luz De Los Deseos» | 4:40     |  |

## Formación
- Tony Hernando - Guitarra
- Niko del Hierro - Bajo
- Tete Novoa - Voz
- Andy C. - Batería y piano

- Datos: Q6158378